# Friedhofskapelle

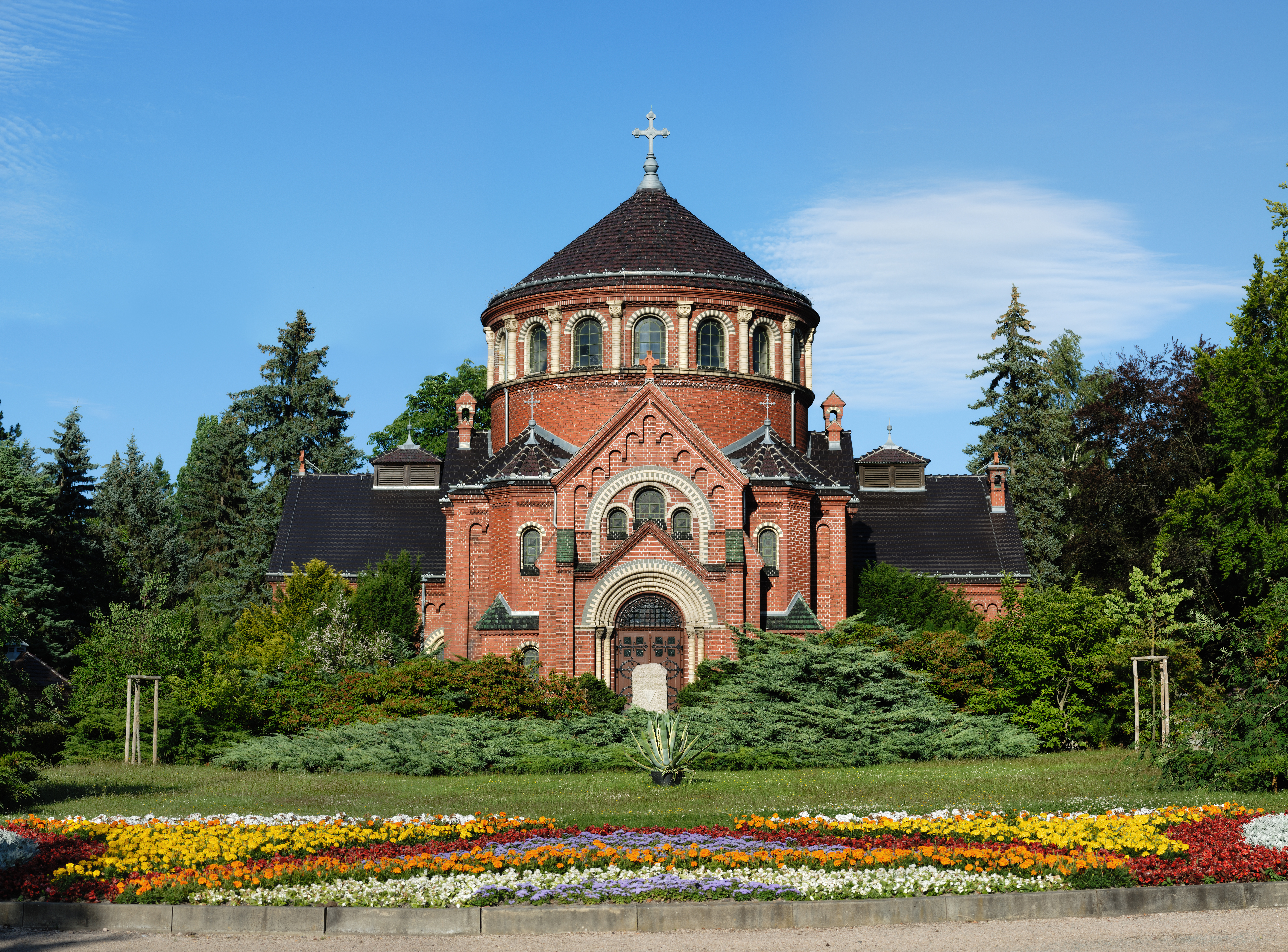
Friedhofskapelle in Werdau

Eine Friedhofskapelle beziehungsweise Friedhofskirche ist ein zu gottesdienstlichen oder Bestattungszeremonien bestimmter Kirchenbau auf einem Friedhof. Die Kirchen sind in selteneren Fällen vollwertige Kirchen (im sakralen Sinne), dienen also im Allgemeinen speziell den Begräbnisfeierlichkeiten, nicht allgemeinen Gottesdiensten.
Gelegentlich werden daneben auch Trauerhallen, die keinen kirchlichen Charakter haben, als Friedhofskapellen bezeichnet.

## Geschichte

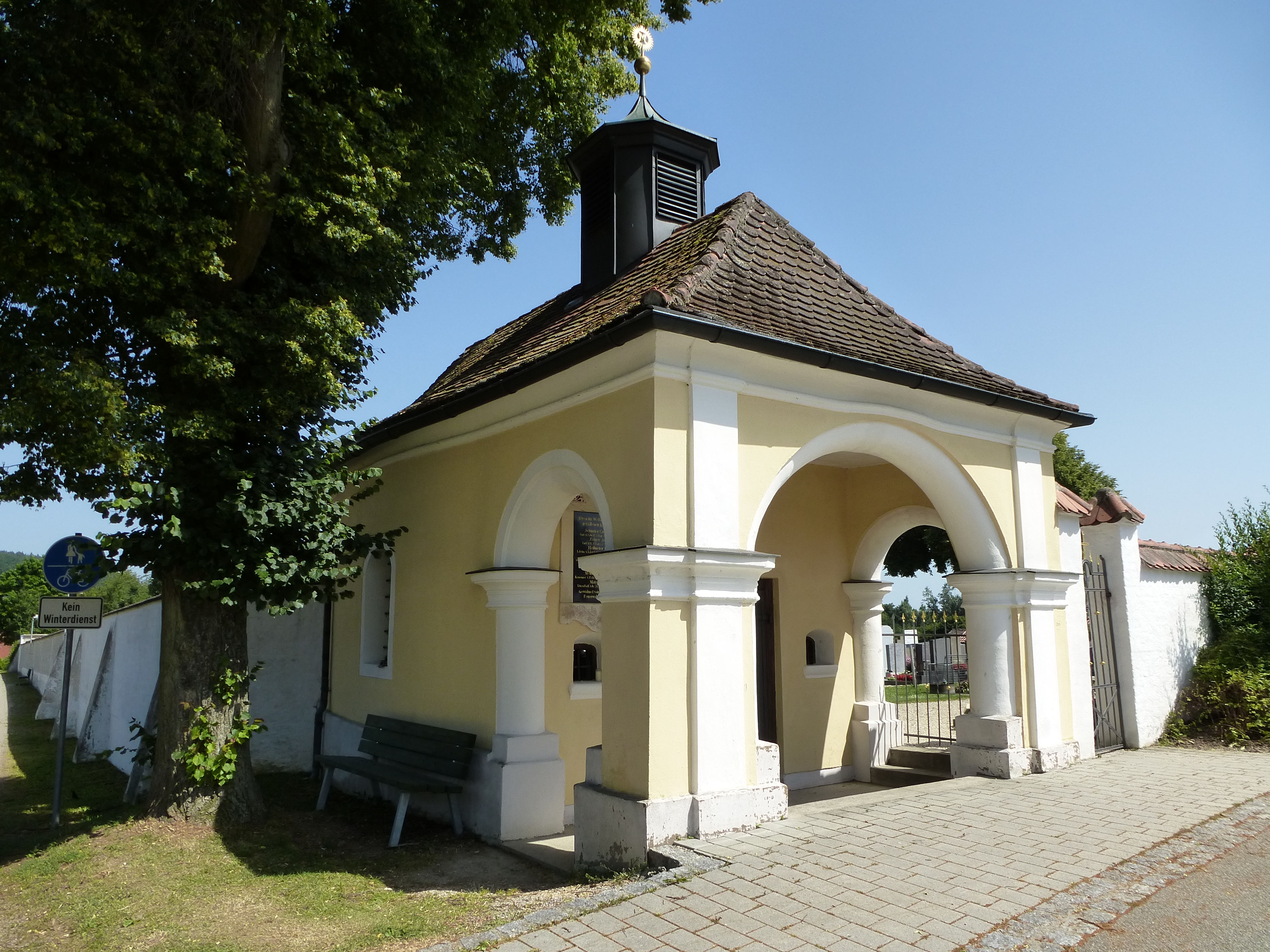
Friedhofskapelle Wörth an der Donau, Bayern, vormals Wallfahrtskapelle

Die Vorläufer der Friedhofskapellen befinden sich nördlich der Alpen seit der Romanik schon als zweigeschossige Bauten. Das Untergeschoss diente der Aufbewahrung ausgegrabener Gebeine (Karner, Beinhaus, Ossuarium), das Obergeschoss als Altarraum für Totenmessen. Diese Bauformen waren im Alpenraum häufig anzutreffen, gerieten aber mit der Zeit außer Gebrauch.
Friedhofskapellen im heutigen Sinn entstanden seit dem 18. Jahrhundert allmählich mit der Abschaffung des von den um die Ortskirchengebäude gruppierten Kirchenfriedhofs (Kirchhof) und der damit verbundenen Verlagerung der Bestattungsplätze in vom Ort entfernter gelegene Friedhöfe. Das Abhalten von Trauer- und Bestattungszeremonien im Ort bzw. im Wohnhaus ging zurück, so dass sich die Notwendigkeit der Schaffung besonderer zweckbestimmter Räumlichkeiten für die Bestattungsfeierlichkeiten ergab. Es entfaltete sich eine Vielfalt von Bauwerken nach dem jeweiligen Stil der Zeit. Mitunter wurden vorhandene ältere Gebäude umgewidmet.

## Beispiele

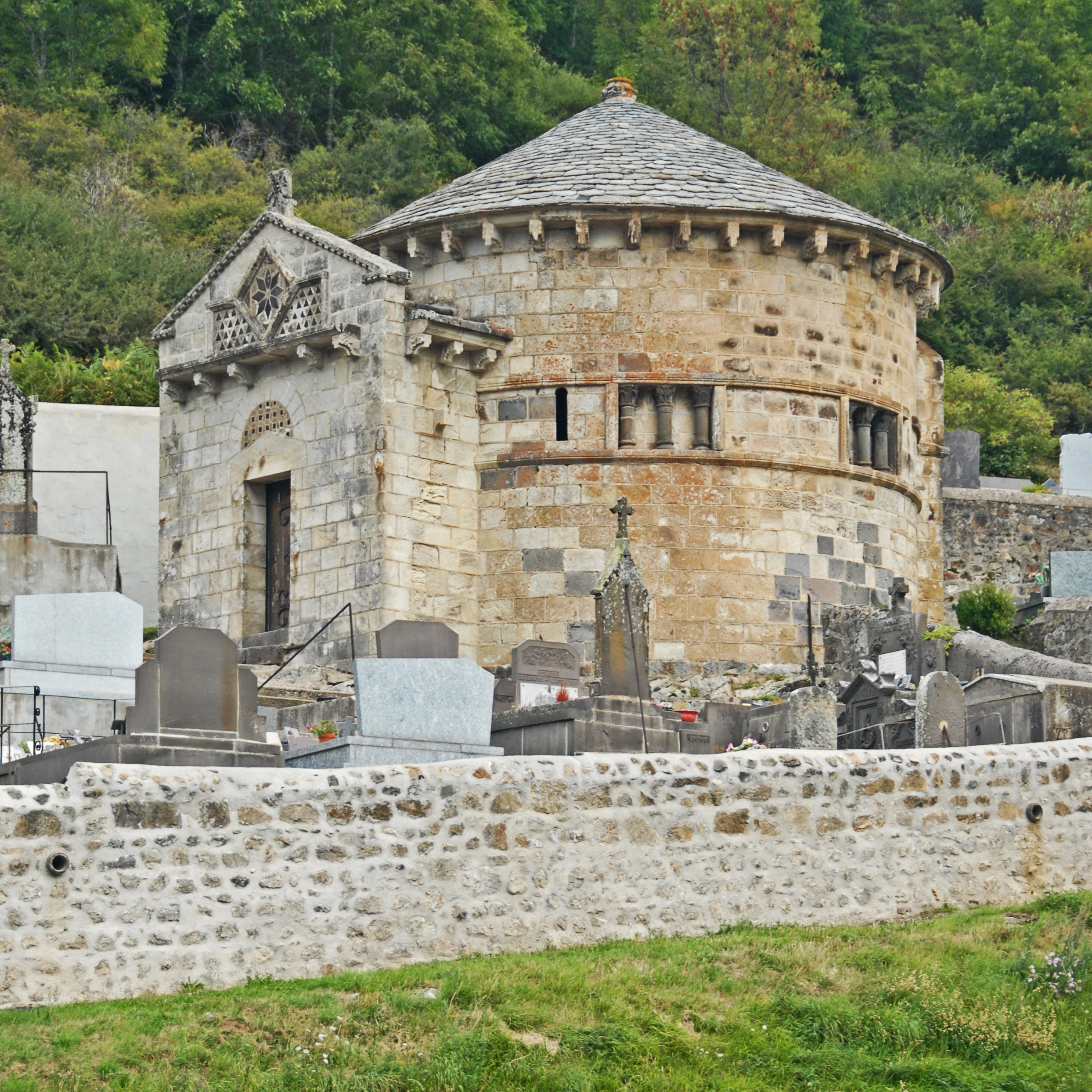
Friedhofskapelle Chambon-sur-Lac, von Südwesten

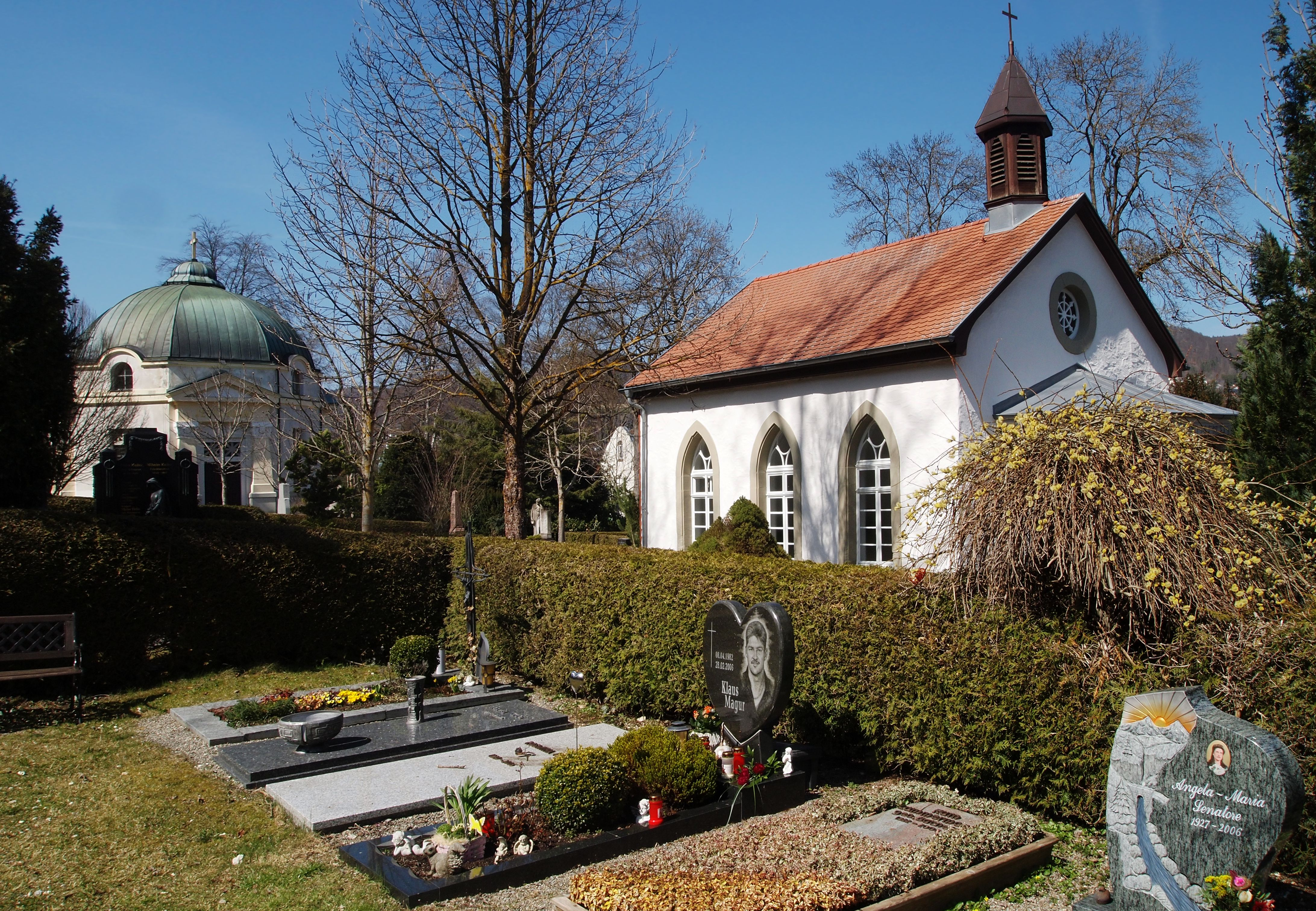
Ehemalige Friedhofskapellen in Ebingen

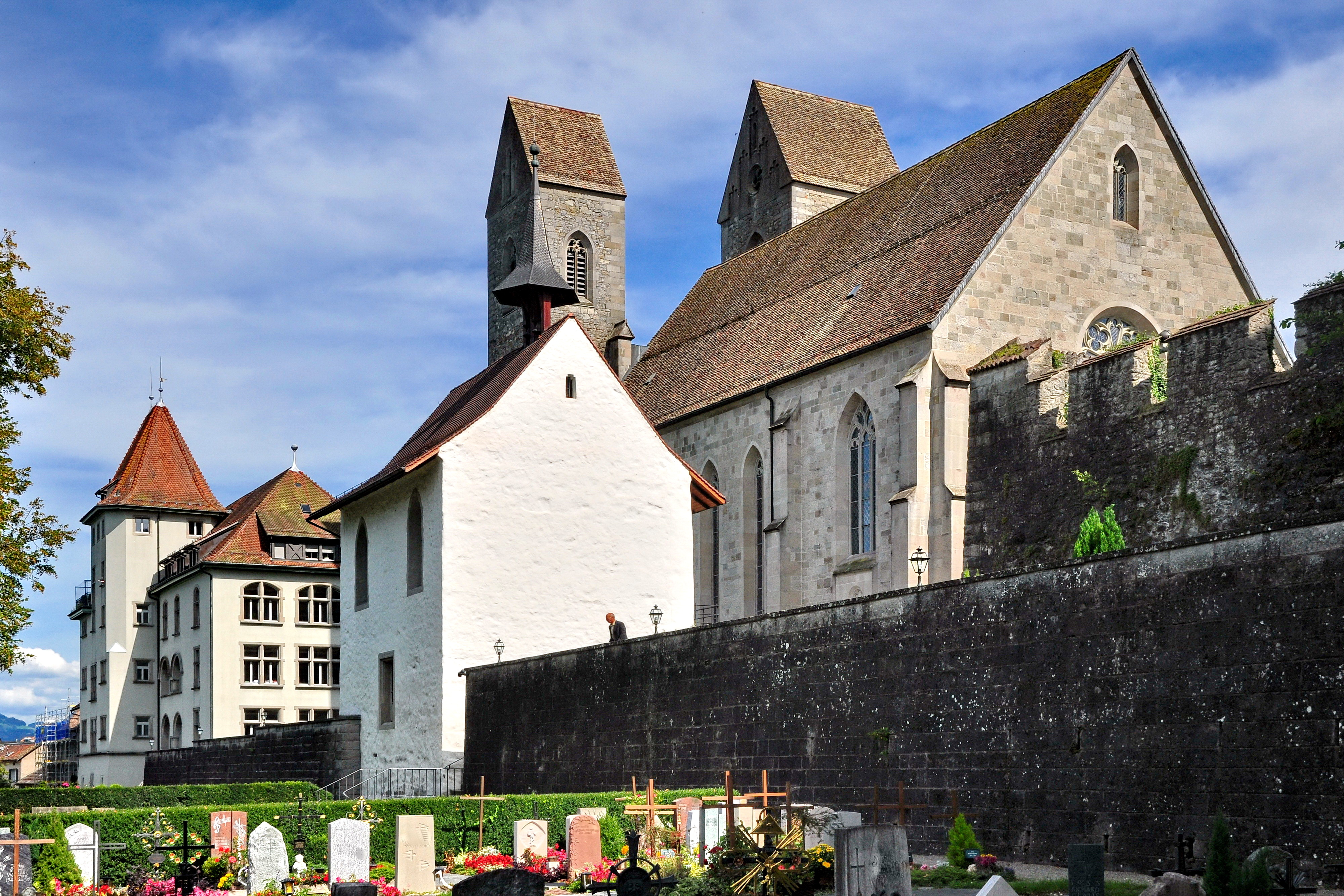
Liebfrauenkapelle und Stadtpfarrkirche in Rapperswil (Schweiz)

Beispiele bedeutender Friedhofskapellen oder -kirchen sind:

### Deutschland
- Altenburger Friedhofskapelle (1897, siehe Gustav Oßwald)
- Friedhofskirche St. Stephanus in Aachen-Kornelimünster
- Friedhofskirche St. Michael in Bad Griesbach im Rottal
- Friedhofskapelle Bebertal
- Friedhofskapelle (Böckingen)
- Evangelische Friedhofskirche St. Georgen Braunfels
- Friedhofskapelle (Rheydt)
- Friedhofskapelle (Mönchsondheim)
- St. Peter und Paul (Mönchsroth)
- Friedhofskirche (Stammbach)
- Kombinierte Kirche und Friedhofskapelle Veldrom
- Friedhofskapelle zu den Vierzehn Nothelfern (Welden)
- Christenruhkapelle in Windsbach

### Frankreich
- Friedhofskapelle Chambon-sur-Lac, 10. und 12. Jahrhundert
- Friedhofskapelle von Montrol-Sénard

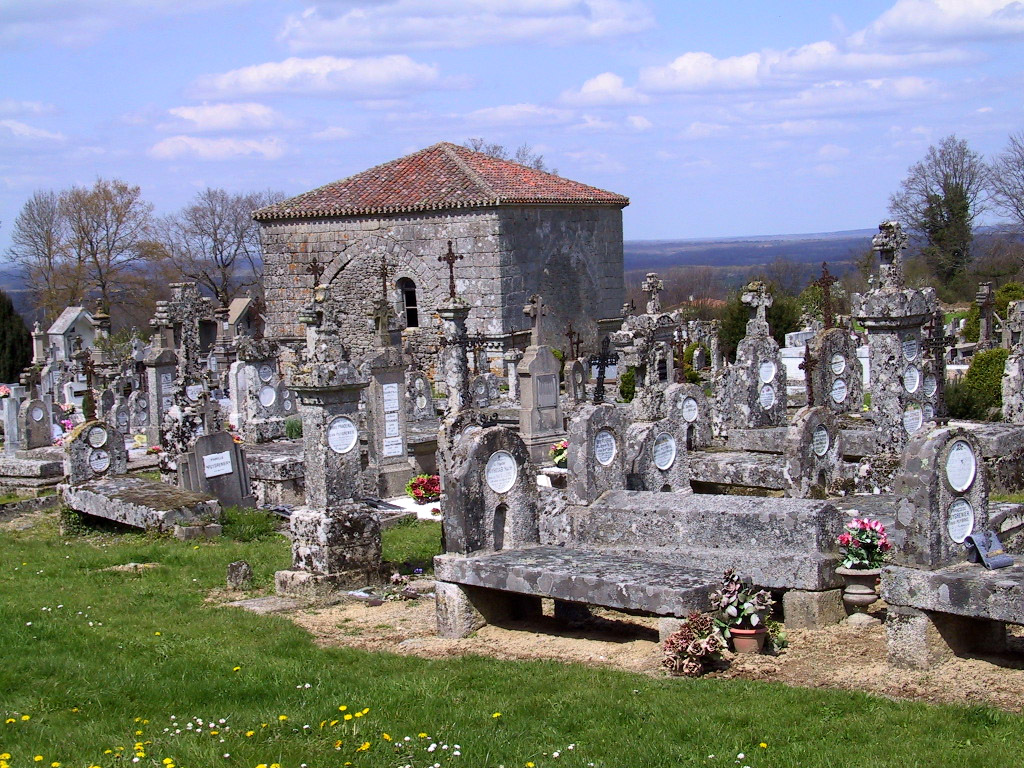
Friedhofskapelle von Montrol-Sénard

### Österreich
- Romanischer Karner von Mistelbach an der Zaya, erbaut um 1200, Tympanonfeld
- Karner in Hartberg, zweiten Hälfte des 12. Jahrhunderts, prototypischer spätromanischer Zweigeschoßbau, Wandmalereien
- Magdalenenkapelle Hall in Tirol, spätes 12. Jahrhundert, älteste Friedhofskapelle Tirols
- Michaelskapelle der Pfarrkirche Axam, Anfang 14. Jahrhundert
- Friedhofskapelle Maria Alm, gotische Wegkapelle mit Wandmalereien
- Friedhofskapelle Schwaz, 1504–1506 durch Christoph Reichartinger errichtet, spätgotischer Flügelaltar (vor 1511) von Christoph Scheller von Memmingen[1]
- Friedhofskapelle Peggau, Ende 15./Anfang 16., bedeutende Wandmalereien[2]
- Friedhofskapelle Pinkafeld, 1779, Malereien von Eduard Steinle
- Friedhofskapelle Ledenitzen am Faakersee, Glasfenster von Valentin Oman
- Friedhofskirche hl. Michael in Rankweil
- Friedhofskirche zum heiligen Karl Borromäus, Wien

### Schweiz
- Liebfrauenkapelle Rapperswil
- St. Ursula-Kapelle in Rapperswil-Kempraten